# Barracuda
Barracuda je bespilotna letjelica, projekt španjolskog i njemačkog djela kompanije EADS-a (European Aeronautic Defence and Space Company).
Barracuda je prvi put poletjela 2. travnja 2006.
Iako Barracuda nema stealth dizajn, letjelica se rabi za aerodinamička testiranja konfiguracije koja kombinira funkcionalnost i "radarsku nevidljivost". Stealth tehnologija koja bi se trebala rabiti na Barracudi razvijena je u njemačkoj tvrtki MBB. MBB-ov projekt Lampyridae bio je nadzvučni stealth borbeni zrakoplov. Lampyridae je otkazan nakon velikog američkog političkog pritiska kako bi zaštitili svoj jurišnik-bombarder Lockheed F-117.

## Tehničke karakteristike
Osnovne karakteristike
- posada: 0
- dužina: 8,25 m
- raspon krila: 7,22 m

Letne karakteristike
- najveća brzina: 0,85 M

## Vanjske poveznice
- Air-Attack.com članak o Barracudi
- http://www.eads.net/  Arhivirana inačica izvorne stranice od 28. srpnja 2006. (Wayback Machine) Stranice EADS-a Barracuda" na Berlin zrakoplovnom sajmu 2006.